# Pedro Empis
Pedro Carvalhosa Empis (sinh ngày 1 tháng 2 năm 1997) là một cầu thủ bóng đá người Bồ Đào Nha thi đấu ở vị trí hậu vệ trái cho Académica de Coimbra theo dạng cho mượn từ Sporting Clube de Portugal.

## Sự nghiệp câu lạc bộ
Sinh ra ở Lisbon, Empis gia nhập hệ thống trẻ của Sporting Clube de Portugal lúc 14 tuổi, từ câu lạc bộ láng giềng G.D. Estoril Praia. Vào ngày 6 tháng 8 năm 2016 anh có màn ra mắt cùng với đội B cũ, thi đấu hết 90 phút trong thất bại 1–2 trên sân nhà trước Portimonense S.C. để giành chức vô địch Giải bóng đá hạng nhất quốc gia Bồ Đào Nha.